# Moskee van Sint-Petersburg

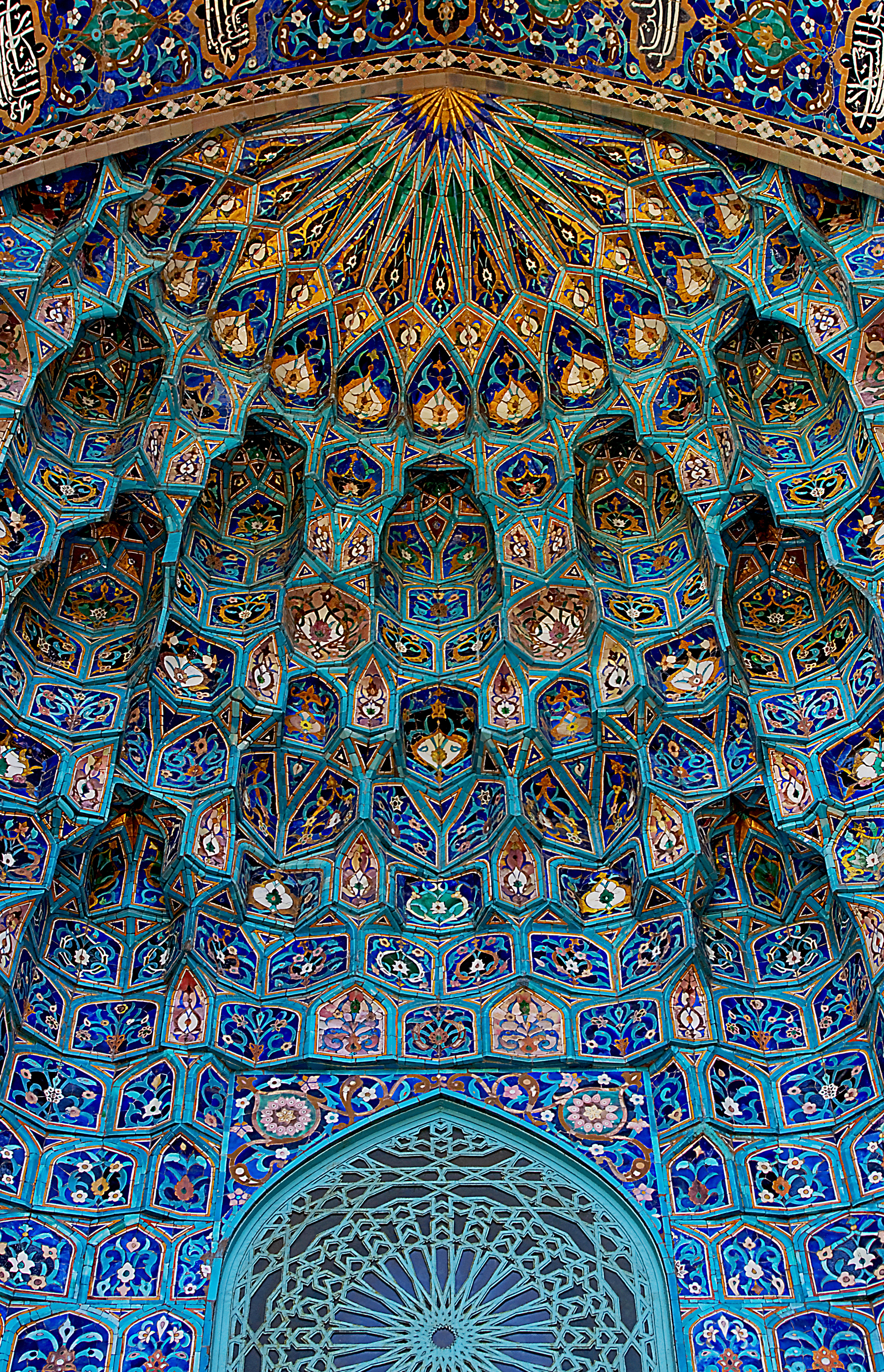
De binnenkant van een der portalen

De Moskee van Sint-Petersburg  (Russisch: Санкт-Петербургская соборная мечеть, Sankt-Petersboergskaja sobornaja metsjet) was, ten tijde van de opening in 1913, de grootste moskee in Rusland. Ze heeft minaretten van 49 meter en een koepel van 39 meter hoog. De moskee is gelegen in het centrum van Sint-Petersburg, waardoor de azuurblauwe koepel goed zichtbaar is vanaf de Troitski Most (Brug van de Drie-eenheid) over de Neva. Het gebouw is geschikt voor maximaal vijfduizend gelovigen.
De eerste steen werd gelegd in 1910, ter herdenking van het 25-jarig regeringsjubileum van emir Alim Khan van het emiraat Buchara. In die tijd bestond de moslimgemeenschap al uit meer dan 8000 personen. De nieuwe moskee kon dan ook het leeuwendeel van de gemeenschap herbergen. De architect Vasiljev ontwierp de moskee naar het voorbeeld van de Gur-e Emir, het mausoleum van Timoer Lenk. Hoewel de moskee al in 1913 in gebruik genomen werd, was de bouw pas voltooid in 1921.
De gelovigen worden, conform de traditie, gescheiden naar geslacht. Vrouwelijke gelovigen bidden op de eerste verdieping, terwijl de mannelijke gelovigen bidden op de begane grond. De moskee was gesloten van 1940 tot 1956.

## Voorgeschiedenis
Selim-Girei Tevkelev, sinds 1865 de moefti van Orenburg, wendde zich in 1882 tot minister graaf Tolstoj met een verzoek voor een moskee in Sint-Petersburg. In 1906 werd door de toen zittende minister een comité geformeerd ten bate van de fondsenwerving. Dit comité, onder leiding van Ahun Ataulla Bayazitov, had als opdracht om binnen tien jaar 750.000 roebel bijeen te garen ten bate van de bouw van de moskee. Het comité organiseerde hiervoor onder meer collectes in verschillende steden. Ook kreeg zij donaties van talrijke sponsors. Daarnaast gaf het comité obligaties, voor een totaal van 142.000 roebel, en postzegels uit.
De belangrijkste sponsor van het project was Said Abdoul Ahad, emir van Buchara en opvolger van Alim Khan. Hij nam alle bouwkosten van het gebouw voor zijn rekening.
De locatie van de moskee is symbolisch: het gebouw is gelegen in het centrum van de stad en tegenover de Petrus- en Paulusvesting. Tsaar Nicolaas II, op dat moment residerend in Peterhof, gaf op 3 juli 1907 toestemming om de benodigde grond aan te kopen. Al in de herfst gaf het comité de goedkeuring af voor het bouwplan van architect Nikolaj Vasiljev, ingenieur Stepan Kritsjinski en constructeur Aleksander von Gogen. Het uiterlijk van de moskee werd een combinatie van oosterse elementen en turquoise-blauw mozaïekwerk.
De officiële legging van de eerste steen vond plaats op 3 februari 1910. Ahoen Bajazitov plaatste deze steen. De ceremonie werd bijgewoond door tal van vertegenwoordigers van de overheid en religieuze en maatschappelijke instanties. Aanwezig waren onder meer Selim-Girei Tevkelev, op dat moment leider van de moslimpartij in de Doema, alsmede de ambassadeurs van Turkije en Iran.

## Het gebouw
Het uiterlijk van de moskee werd een combinatie van oosterse elementen en turquoise-blauw mozaïekwerk.
De muren zijn gemaakt van grijs graniet en de koepel en beide minaretten zijn afgewerkt met mozaïek keramiek in hemelsblauw. De gevels zijn versierd met citaten uit de Koran, waarbij gebruikgemaakt werd van karakteristieke Arabische kalligrafie. De pilaren binnen zijn bedekt met groen marmer.
Voor de aankleding is gebruikgemaakt van enorme speciaal geweven tapijten, geproduceerd door ambachtslieden uit Centraal-Azië.

## Na 1940
Gedurende de Tweede Wereldoorlog en de periode daarna was het gebouw gesloten voor religieuze functies. In plaats daarvan werd het gebruikt als magazijn voor medische goederen.
In 1956 diende de moslimgemeenschap van Sint-Petersburg een verzoek in om het gebouw weer te mogen gebruiken voor godsdienstuitoefening. Naar aanleiding van dit verzoek werd het gebouw teruggegeven en weer in gebruik genomen als moskee.
In 1980 is het gebouw gerestaureerd.